# Skovbo
Skovbo est une ancienne municipalité, rattachée depuis 2007 à Køge, dans la région du Sjælland, dans l'Est du Danemark.